# Trans-Alpinepijpleiding

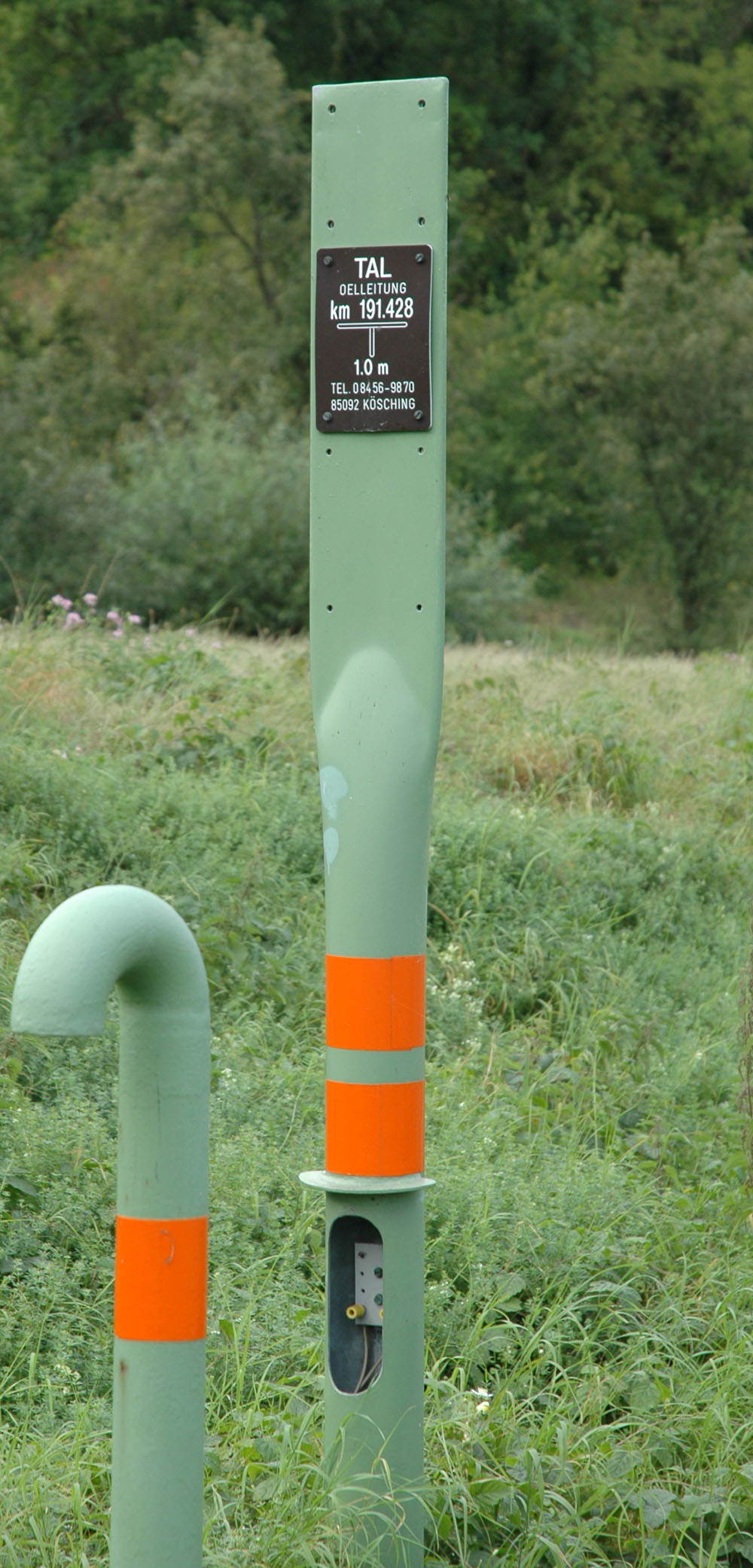
Paaltje boven pijpleiding

De Trans-Alpinepijpleiding (TAL) is een ruwe oliepijpleiding van Italië, via Oostenrijk naar Tsjechië en Duitsland.

## Geschiedenis
De haalbaarheidsstudie van de pijpleiding naar Duitsland werd in 1963 uitgevoerd door het Amerikaanse Bechtel Corporation. Al snel werden drie bedrijven opgericht elk verantwoordelijk voor het deel van de pijpleiding in hun land, dit zijn: Società Italiana per l’Oleodotto Transalpino gevestigd in Triëst, Transalpine Ölleitung in Innsbruck en Deutsche Transalpine Oelleitung in München.
De pijpleiding werd in 1967 in gebruik genomen en vergde een investering van ongeveer US$ 192 miljoen. In april 1967 loste de eerste tanker olie in Triëst en zes maanden later arriveerde de olie bij de raffinaderij in Ingolstadt.
In 1995 kwam er een aansluiting met een pijpleiding naar Tsjechië. In mei 2023 kondigde het Tsjechische staatsbedrijf MERO ČR een investering aan van US$ 73 miljoen, waardoor de capaciteit met bestemming Tsjechië verdubbelt tot acht miljoen ton olie. In januari 2025 was het project gereed waarmee Tsjechië nog minder afhankelijk wordt van Russische olie.

## Route
Het beginpunt ligt bij een terminal in Triëst. Triëst werd gekozen als aanlandhaven voor de olie vanwege de gunstige geografische positie en de diepe haven geschikt voor de grote olietankers. Van hieruit loopt de pijpleiding 465 kilometer over de Alpen naar Ingolstadt. Hier splitst de pijplijn, een deel met een lengte van 21 kilometer loopt naar Neustadt an der Donau en het andere deel loopt 266 kilometer door naar Karlsruhe. In Oostenrijk bereikt de pijpleiding een piekhoogte van 1572 meter boven zeeniveau. 
In Vohburg an der Donau is de pijpleiding verbonden met de Ingolstadt-Kralupy-Litvínov pijpleiding, die olieraffinaderijen in Tsjechië bevoorraadt. Deze pijplijn kan nog doorgetrokken worden naar Slowakije. In Würmlach is er een aftakking van de Adria-Wenenpijpleiding (AWP) die de OMV-raffinaderij in Schwechat olie levert.
In totaal hebben acht raffinaderijen een aansluiting met de pijpleiding 

## Technische kenmerken
De leiding is in totaal 752 kilometer lang, waarvan 145 km in Italië, 161 km in Oostenrijk en de rest in Duitsland. De leiding ligt nagenoeg geheel ondergronds.
De diameter van de hoofdleiding tussen Triëst en Ingolstadt is 40 inch of 1020 mm. Beide secties na Ingolstadt hebben een diameter van 26 inch of 660 mm. Langs de pijpleiding staan tien pompstations. De capaciteit van de pijpleiding is ongeveer 43 miljoen ton ruwe olie per jaar en in 2024 werd daadwerkelijk 40 miljoen ton olie getransporteerd
De pijplijn voorziet voor 90% in de behoefte aan aardolie in Oostenrijk, voor de helft in Tsjechië en voor 100% in het zuiden van Duitsland.

## Aandeelhouders
De pijpleiding is eigendom van het consortium van acht oliemaatschappijen, waaronder OMV (belang: 25%), Shell (24%), ExxonMobil (16%) en Eni (10%).